# Servum pecus
Il sintagma Servum pecus proviene da Quinto Orazio Flacco, (Epistole I, XIX, 19).

## Significato
Letteralmente significa gregge servile ed è l'espressione con cui sono stigmatizzati gli "imitatores", scrittori che si limitano a copiare passivamente le invenzioni di altri scrittori.